# Brazoria
Brazoria è un centro abitato degli Stati Uniti d'America, situato nella contea di Brazoria dello Stato del Texas.

## Origini del nome
Brazoria prende il nome dal vicino fiume Brazos.

## Società

### Evoluzione demografica
Secondo il censimento del 2000, c'erano 2.787 persone, 1.063 nuclei familiari, e 736 famiglie residenti nella città. La densità di popolazione era di 1.489,4 persone per miglio quadrato (575,4/km²). C'erano 1.166 unità abitative a una densità media di 623,1 per miglio quadrato (240,7/km²). La composizione etnica della città era formata dall'81,95% di bianchi, il 10,30% di afroamericani, lo 0,57% di nativi americani, lo 0,68% di asiatici, il 5,38% di altre etnie, e l'1.11% di due o più etnie. Gli ispanici o latinos di qualunque razza erano l'11,37% della popolazione.
C'erano 1.063 nuclei familiari di cui il 34,4% avevano figli di età inferiore ai 18 anni, il 53,2% erano coppie sposate conviventi, l'11,5% aveva un capofamiglia femmina senza marito, e il 30,7% erano non-famiglie. Il 26,4% di tutti i nuclei familiari erano individuali e il 10,9% aveva componenti con un'età di 65 anni o più che vivevano da soli. Il numero di componenti medio di un nucleo familiare era di 2,62 e quello di una famiglia era di 3,18.
La popolazione era composta dal 29,3% di persone sotto i 18 anni, l'8.8% di persone dai 18 ai 24 anni, il 29,6% di persone dai 25 ai 44 anni, il 20,6% di persone dai 45 ai 64 anni, e l'11,7% di persone di 65 anni o più. L'età media era di 33 anni. Per ogni 100 femmine c'erano 101,9 maschi. Per ogni 100 femmine dai 18 anni in giù, c'erano 101,3 maschi.
Il reddito medio di un nucleo familiare era di 36.058 dollari, e quello di una famiglia era di 41.563 dollari. I maschi avevano un reddito medio pro capite di 35.000 dollari contro i 21.543 dollari delle femmine. Il reddito medio pro capite totale era di 16.666 dollari. Circa il 10,8% delle famiglie e il 13,3% della popolazione erano sotto la soglia di povertà, incluso il 15,6% di persone sotto i 18 anni e il 19,3% di persone di 65 anni o più.